# Przegląd Narodowy
Przegląd Narodowy – miesięcznik Narodowej Demokracji, redagowany przez Zygmunta Balickiego, jednego z jej głównych ideologów, poświęcony zagadnieniom życia narodowego w zakresie politycznym, naukowym, społecznym, literackim i artystycznym. Publikowany w Warszawie w latach 1908–1914 oraz 1919–1921.